# Papillaria tenella
Papillaria tenella är en bladmossart som beskrevs av Theodor Carl Karl Julius Herzog 1909. Papillaria tenella ingår i släktet Papillaria och familjen Meteoriaceae. Inga underarter finns listade i Catalogue of Life.